# 나도풍란
나도풍란은 난초과에 속하는 속씨식물의 일종이다. 대한민국 남부지방 섬의 바위나 나무에 붙어 자라며 늘푸른 여러해살이풀이다.

## 특징
흰색의 굵은 국숫발 같은 뿌리가 많이 나와서 공기 중에 노출되어 길게 자란다. 진한 녹색에 광택이 있는 잎이 어긋나는데, 소엽풍란보다 넓고 긴 타원형 잎 3-5매가 어긋나게 자라 올라온다. 꽃대 끝에 5-10송이의 꽃이 피는데, 입술꽃잎 안쪽에 붉은 반점이 있으며 진하고 달콤한 향기를 내뿜는다. 6-8월에 순백의 꽃이 피며 향기가 짙고 오래간다. 꽃이 지면 3-4cm의 열매가 맺히는데, 갈색으로 변하기 시작하면 채취해 무균발아 시켜서 번식할 수 있다.

## 이용
대개 관상용으로 재배하는데, 식물체가 작고 강인하기 때문에 바위나 나무에 붙여 재배하기에 적합하다.

## 재배 및 관리
화훼단지에서 판매하는 포트묘를 저렴한 가격으로 구입해 기르기 시작한다. 배양토로는 수태, 바크, 난석 등을 이용한다. 물은 일반 난과 같은 화분 겉흙이 마르기 시작하면 주고, 뿌리가 공중에 노출되어 자라므로 공중 습도를 높게 유지해준다.